# Skotniki (Aleksandrów Kommune)
Skotniki er en landsby i Polen, i Lodz-voivodskab (Łódź-voivodskab, Województwo łódzkie), powiat piotrkowski, Aleksandrów Kommune. Skotniki ligger ved floden Pilica (flod) (højre kyst), mellem byer Przedbórz og Sulejów.

## Natur
- Pilica (flod)
- Sulejowski Park Krajobrazowy
- Diabla Gora Naturreservatet (polsk: Rezerwat przyrody Diabla Góra)

## Turisme
- Kirke (16. århundrede)
- Herregård (ruin) (14. århundrede) med parken
- Sulejowski Park Krajobrazowy
- Kajak-vejen på floden Pilica – 228 km: Zarzecze ved Szczekociny – Przedbórz – Faliszew – Skotniki – Sulejów – Tomaszów Mazowiecki – Spała – Inowłódz – Żądłowice – Grotowice – Domaniewice – Nowe Miasto nad Pilicą – Białobrzegi – Warka – Pilicas mundingen til floden Wisła

## Transport
- Vejen til Sulejów
- Vejen til Przedbórz
- Vejen til Czermno

## Byer ved Skotniki
- Piotrków Trybunalski
- Sulejów
- Przedbórz

## Landsbyer ved Skotniki
- Czermno
- Dąbrowa nad Czarną